# Jaskinia za Mnichem

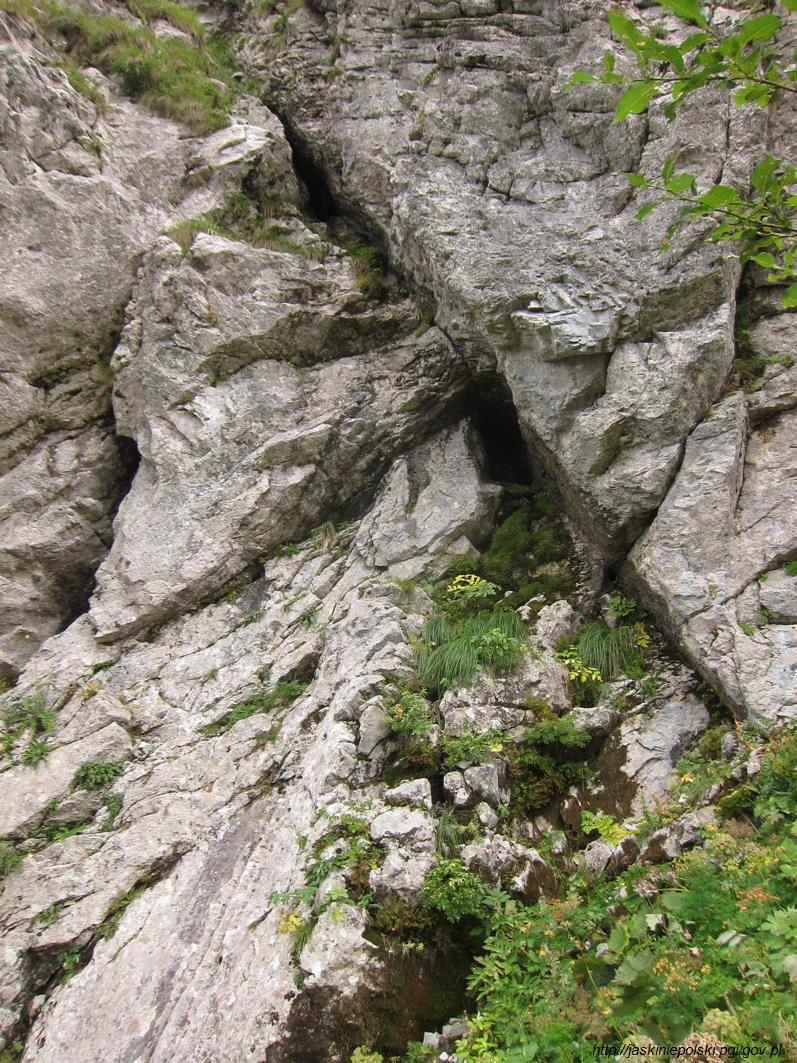
Otwór jaskini

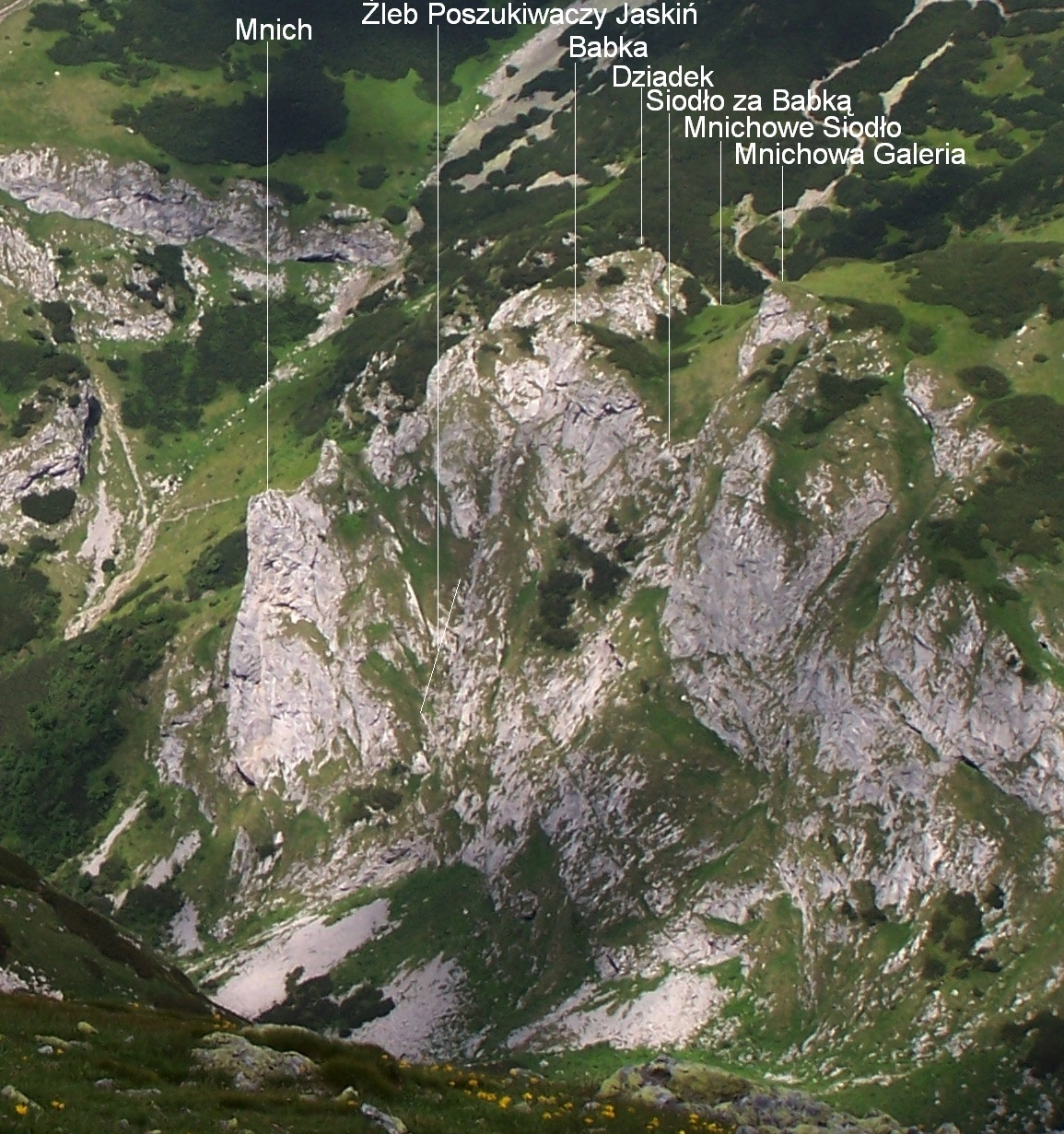
Mnichowe Turnie i Żleb Poszukiwaczy Jaskiń

Jaskinia za Mnichem (JM4) – jaskinia w Dolinie Małej Łąki w Tatrach Zachodnich. Wejście do niej znajduje się w dolnej części Żlebu Poszukiwaczy Jaskiń opadającego do Niżniej Świstówki, na wysokości 1524 m n.p.m. Długość jaskini wynosi 12 metrów, a jej deniwelacja 4 metry.

## Opis jaskini
Jaskinię stanowi ciasny i prosty korytarzyk zaczynający się w niewielkim otworze wejściowym, a kończący małą, szczelinową salką z zawaliskiem.

## Przyroda
W jaskini można spotkać nacieki grzybkowe i mleko wapienne. Ściany są wilgotne, brak jest na nich roślinności.

## Historia odkryć
Nie wiadomo kiedy i przez kogo jaskinia została odkryta. Pierwszy jej plan i opis sporządziła I. Luty przy pomocy M. Lasoty w lipcu 1978 roku.